# Рулёв, Иван Филиппович
Иван Филиппович Рулёв (1924—1991) — красноармеец Рабоче-крестьянской Красной Армии, участник Великой Отечественной войны, Герой Советского Союза (1944).

## Биография
Иван Рулёв родился 5 мая 1924 года в станице Новолабинская (ныне — Усть-Лабинский район Краснодарского края) в семье казака. Отец, Рулев Филипп Александрович (1883 – 1941) -  участник первой мировой войны 1914 – 1915 г.г., принимавший участие в боевых действиях на Кавказском фронте против турецкой армии и дошедшего до турецкой крепости Карс. Мать:  Рулева (Барковская) Татьяна Романовна (1895 – 1943). В семье воспитывалось шестеро детей После окончания шести классов школы работал в колхозе. В 1943 году Рулёв был призван на службу в Рабоче-крестьянскую Красную Армию. С того же года — на фронтах Великой Отечественной войны, воевал сапёром 68-го отдельного инженерного батальона 46-й армии Степного фронта. Отличился во время битвы за Днепр.
В ночь с 25 на 26 сентября 1943 года Рулёв совершил 5 рейсов на плацдарм на западном берегу Днепра в районе села Сошиновка Верхнеднепровского района Днепропетровской области Украинской ССР, переправив в общей сложности 70 советских бойцов и командиров. 26 сентября в ходе очередного рейса он получил ранение, но остался в строю и продолжил переправлять войска на плацдарм.
Из наградного листа 

При форсировании реки Днепр красноармеец Рулев И.Ф. был назначен командиром десантной лодки и в первую ночь форсирования реки Днепр на 26 сентября 1943 года сделал 6 рейсов,  первым переправил на правый берег 70 человек десанта, подплыв к берегу настолько скрытно и умело, что противник не обнаружил его. Только на 3-м рейсе противник открыл ураганный огонь по отважным саперам.
На рассвете 26 сентября 1943 года, переправляя войска, красноармеец Рулев  на правом берегу реки Днепр был ранен. Невзирая на ранение, Рулев сам себе сделал перевязку, подобрал 6  тяжело раненых бойцов с их оружием, посадил их в лодку и, невзирая на интенсивный артиллерийский и минометный огонь противника, рискуя своей жизнью,  управляя лодкой прикладом винтовки, переправил тяжело раненых на левый берег реки Днепр.
Проявил при этом исключительную отвагу и геройство. Достоин присвоения звания Героя Советского Союза с вручением ордена Ленина и медали «Золотая Звезда».
Командир батальона майор Кожевников
23.10.1943 года— 
Указом Президиума Верховного Совета СССР от 22 февраля 1944 года красноармеец Иван Рулёв был удостоен высокого звания Героя Советского Союза с вручением ордена Ленина и медали «Золотая Звезда».
После окончания войны Рулёв был демобилизован. Проживал и работал на родине. После окончания Краснодарской школы по подготовке колхозных кадров работал агрономом в колхозе. Скончался 9 ноября 1991 года.
Был также награждён орденом Отечественной войны 1-й степени и рядом медалей.

## Память

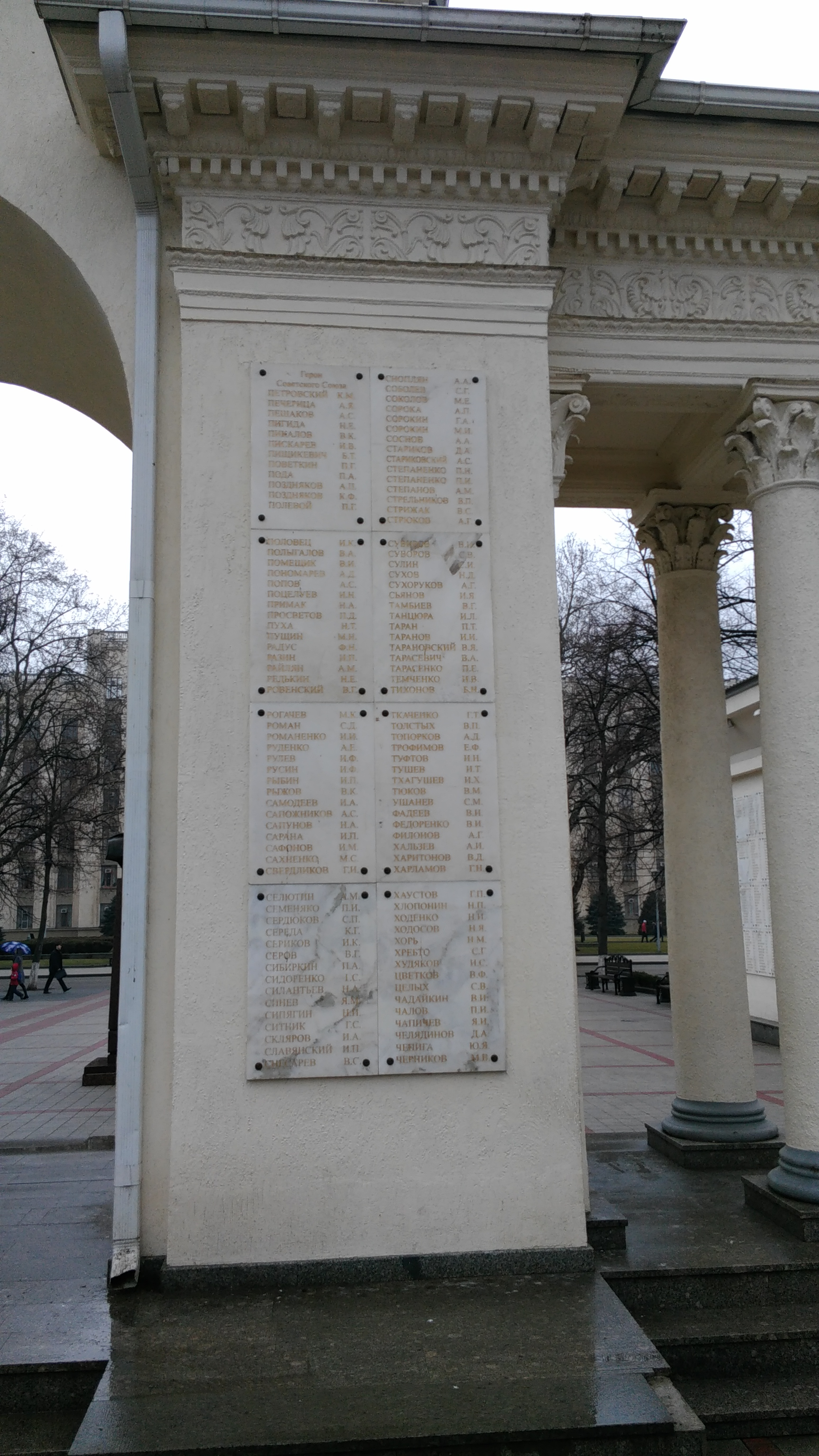
Имя Героя на мемориальной арке в Краснодаре.(П-Ч)

- Имя Героя увековечено на мемориальной арке в Краснодаре.
- Имя Героя высечено золотыми буквами в зале Славы Центрального музея Великой Отечественной войны в Парке Победы города Москвы.